# Exemplarisme
L'exemplarisme est une approche philosophique qui consiste à voir dans chaque réalité physique la manifestation, la présentification, le symbole d'une réalité métaphysique.

## Historique
Au Moyen Âge saint Bonaventure reprend la tradition de l'exemplarisme platonicien et Thomas d'Aquin reprend un naturalisme aristotélicien.